# Fjodor Fjodorowitsch Uschakow

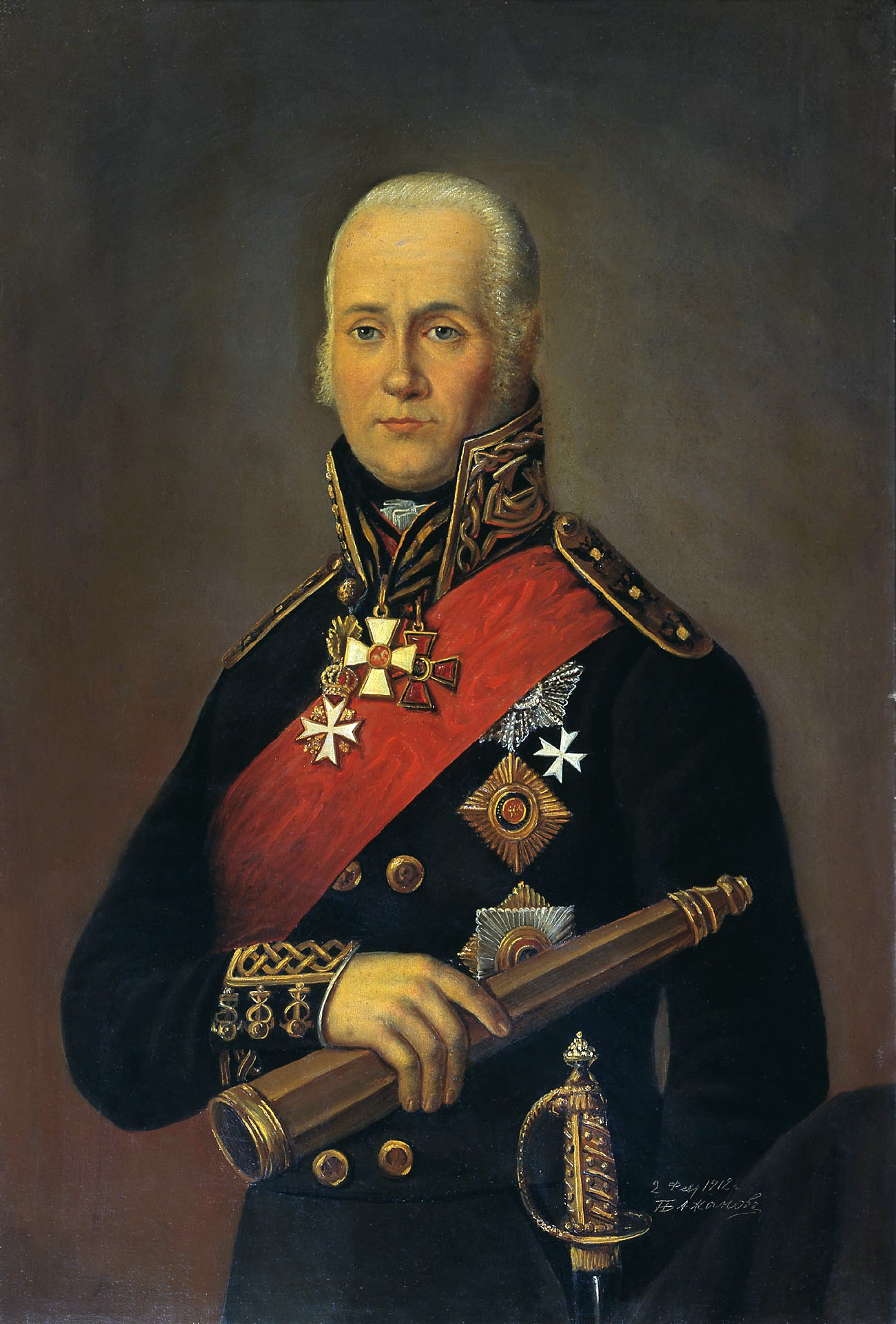
Fjodor Fjodorowitsch Uschakow

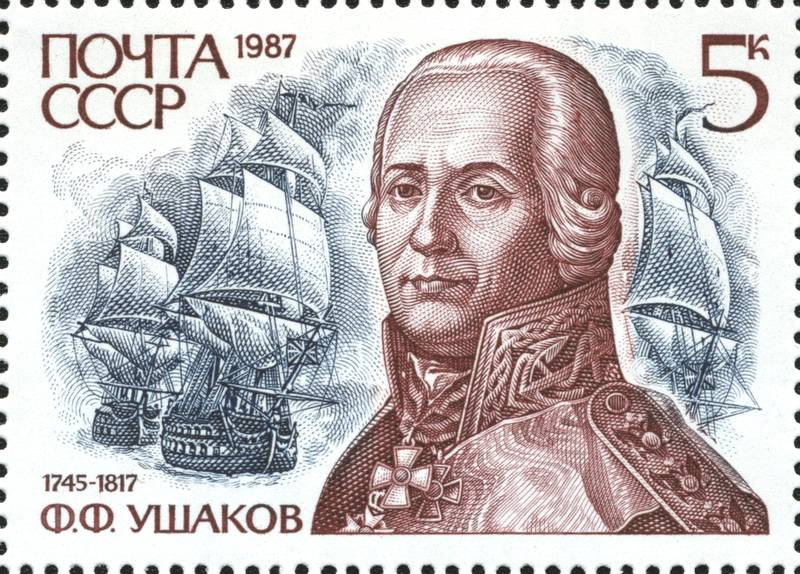
Sowjetische Briefmarke von 1987

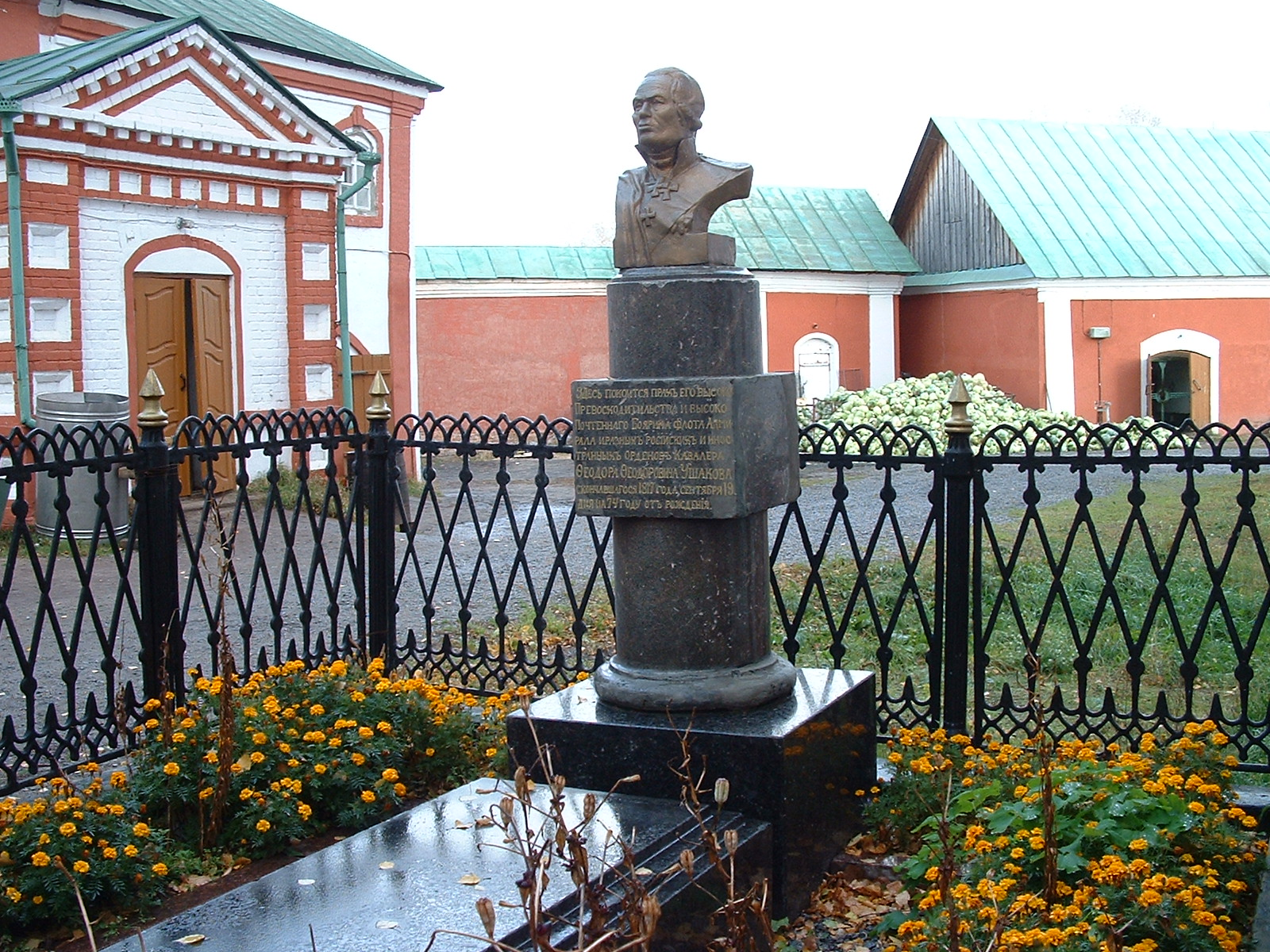
Das Grab Uschakows im Sanaksar-Kloster bei Temnikow

Fjodor Fjodorowitsch Uschakow (russisch Фёдор Фёдорович Ушаков, wiss. Transliteration Fëdor Fëdorovič Ušakov;  13. Februarjul. / 24. Februar 1745greg. in Burnakowo, Gouvernement Jaroslawl; † 2. Oktoberjul. / 14. Oktober 1817greg. in Alexejewka, Gouvernement Tambow) war ein Admiral der russischen Flotte.

## Leben
Fjodor Uschakow wurde als Sohn einer verarmten russischen Adelsfamilie geboren. Sein genaues Geburtsdatum ist nicht bekannt, da alle entsprechenden Akten und Urkunden vernichtet sind. Seine Eltern waren Paraskewa Nikititschna und Fjodor Ignatjewitsch Uschakow (1710–1781), Sergeant des  Preobraschensker Leib-Garderegimentes. Uschakows Onkel war Iwan Ignatjewitsch Uschakow (1718–1791), der als Fjodor Sanaksarski, im Westen als Theodor von Sanaksar, Starez des Sanaksar-Klosters und später Heiliger der Russisch-Orthodoxen Kirche, bekannt wurde. Am 15. Februar 1761 trat Uschakow in das Seekadettenkorps in Sankt Petersburg ein, wo er vor allem die Gefechte des niederländischen Admirals Michiel de Ruyter und die maritimen Schriften von Zar Peter dem Großen studierte.
Nach seiner Studienzeit diente Uschakow als Fähnrich in der baltischen Galeerenflotte und segelte später mit einem Transporter von Kronstadt nach Archangelsk und zurück. 1768 war er unter dem Kommando von Konteradmiral Dmitri Nikolajewitsch Senjawin am Aufbau der Don-Flottille im Asowschen Meer beteiligt. Für seine Verdienste wurde Uschakow zum Leutnant befördert. Danach war er auf Artillerie-Prahmen und einem Kurierschiff als Artillerie- und Seeoffizier eingesetzt. 1773 erhielt er auf dem 16-Kanonen-Schiff Moreja sein erstes eigenes Kommando. Während der Kämpfe der Asow-Flottille gegen die Türken erhielt Uschakow am 28. Juni 1774 auf dem 20-Kanonen-Schiff Modon seine Feuertaufe.
1775 wurde Uschakow im Rang eines Kapitänleutnants wieder zur Baltischen Flotte versetzt und nahm als Kommandant einer Fregatte von 1776 bis 1779 an einer Handelsexpedition ins Mittelmeer teil. Im Jahr 1780 wurde er Kommandant der Zaren-Yacht Standart, fühlte sich in dieser Position aber nicht wohl.
Bereits 1781 wurde ihm daher das Kommando über das 64-Kanonen-Linienschiff Viktor übertragen. Gemeinsam mit sechs anderen russischen Kampfschiffen wurde er im gleichen Jahr zum Schutz russischer Handelsschiffe nach Cádiz entsandt. Am 1. Januar 1782 wurde Uschakow zum „Kapitän 2. Ranges“ (russische Bezeichnung für Fregattenkapitän) befördert. Als Zarin Katharina II. nach der Angliederung der Krim an Russland den Aufbau einer Flotte im Schwarzen Meer anordnete, marschierte Uschakow mit 3900 Mann nach Korsun (heute Cherson), um dort die Grundlagen für die neue Flotte zu schaffen. Durch strengste Hygienemaßnahmen gelang es Uschakow, seine Truppen vor der in dem Gebiet wütenden Pest zu bewahren. 
1784 wurde Uschakow zum Kapitän 1. Ranges befördert und erhielt das Kommando über das Linienschiff Swjatoi Pawel (66 Kanonen). Er legte großen Wert auf die seemännische und artilleristische Ausbildung seiner Besatzung. Bei einer Schießübung im Beisein von Zarin Katharina II. und Kaiser Joseph II. wurde man wegen der hervorragenden Schießergebnisse seiner Artilleristen auf Uschakow in höchsten Kreisen aufmerksam und er konnte seine Ansichten zur Erneuerung der veralteten Seekriegstaktik vortragen. Uschakows Bitte, ihn mit dem Kommando über die Vorhut der Schwarzmeerflotte zu betrauen, lehnte der Kommandeur der Flotte, Fürst Potjomkin, zunächst ab.
Mit dem Ausbruch des Krieges von 1787 gegen die Türkei erhielt Uschakow dann als Kommodore das Kommando über die Vorhut der Schwarzmeerflotte. Am 14. Juli 1788 griff er mit seinen vier Schiffen bei der Insel Fidonisi (östlich der Donau-Mündung) das türkische Flaggschiff an und zwang es zum Abdrehen. Da der russische Flottenkommandant Konteradmiral Woinowitsch nicht in den Kampf eingriff, wurde der russische Sieg verschenkt. Da die türkische Flotte jedoch ihrem beschädigten Flaggschiff folgte, konnten die Russen einen taktischen Erfolg verbuchen: Die türkische Flotte konnte nicht die eingeschlossene türkische Festung Otschakow unterstützen. Für sein Handeln vor Fidonisi wurde Uschakow mit dem Wladimir-Orden 3. Ranges ausgezeichnet. Er wurde zum Befehlshaber des Sewastopoler Geschwaders ernannt und 1789 zum Konteradmiral befördert.
Im gleichen Jahr kreuzte Uschakow mit seinem Geschwader vor der türkischen Küste und beschoss u. a. die Festung Sinope. Am 19. Juli 1790 besiegte er eine überlegene türkische Landungsflotte in der Seeschlacht bei Kertsch und am 28. August 1790 ein türkisches Geschwader im Seegefecht bei Tendra (nordwestliches Schwarzes Meer). Für den Sieg bei Tendra wurde Uschakow mit dem Georgsorden II. Klasse und 500 leibeigenen Bauern im Gouvernement Mogiljow ausgezeichnet. Am 11. August 1791 gelang Uschakow bei Kap Kaliakra (nordöstlich von Warna) ein weiterer Sieg über eine dort ankernde türkische Flotte.
Nach dem Einfall von Napoléon Bonaparte 1798 in das türkisch verwaltete Ägypten schlossen sich der russische Zar Paul I. (seit 1796) und der türkische Sultan Selim III. zu einem Bündnis gegen die Franzosen zusammen und vereinten ihre Flotten im Mittelmeer. Oberbefehlshaber der russisch-türkischen Flotte, die am 9. September 1798 Konstantinopel verließ, wurde der mittlerweile zum Admiral aufgestiegene Uschakow, der vom Zaren auch die Genehmigung hatte, sich gegebenenfalls mit der britischen Flotte unter Admiral Nelson zu verbünden. Der Auftrag für die russisch-türkische Flotte bestand darin, die albanische Küste zu schützen und die von Frankreich besetzten Ionischen Inseln zu erobern. Die Vereinigung mit den Briten scheiterte an der ablehnenden Haltung Nelsons, der nicht akzeptieren wollte Befehle eines russischen Admirals auszuführen, obwohl Uschakow ranghöher war. Aber auch ohne britische Hilfe gelang es den Russen und Türken, die Ionischen Inseln zu besetzen. Uschakow rief die Republik der sieben Ionischen Inseln mit einer von ihm selbst geschriebenen Verfassung nach venezianischem Vorbild ins Leben, die am 21. März 1799 proklamiert wurde. Die Adligen der Region verklagten Uschakow daraufhin beim Zaren.
Zuletzt konnte Uschakow am 1. März 1799 die stark befestigte Insel Korfu erobern, deren französische Besatzung er ehrenvoll abziehen ließ, was ihm die Kritik des Zaren einbrachte. Da die griechische Bevölkerung Korfus nicht unter türkische Besetzung kommen wollte, stellte sie sich unter den Schutz der Russen, was zu Spannungen mit dem türkischen Verbündeten führte. Beunruhigt durch die russischen Erfolge stellte sich Großbritannien auf die Seite der Türken. 
Währenddessen wurde Uschakow von Zar Paul gedrängt, die Insel Malta zu erobern. Der Zar war seit dem 16. Dezember 1798 Großmeister des Malteserordens. Da Großbritannien auch Interesse an Malta hatte, versuchte Nelson, die russischen Absichten zu hintertreiben. Er traf sich am 25. August 1799 in Palermo mit Uschakow und verlangte von diesem, aktiv den bedrängten König Ferdinand I. von Sizilien zu unterstützen und an der Zerschlagung der bürgerlich-revolutionären Parthenopäischen Republik teilzunehmen. Uschakow lehnte ab und bat seinerseits Nelson um Gnade für die Gefangenen.

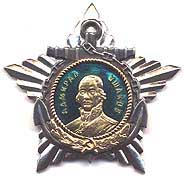
Uschakow-Orden der UdSSR (1944)

In dieser Situation wurden auch in Petersburg bereits Intrigen gegen Uschakow gesponnen. Die noch nicht erfolgte Eroberung Maltas, sein Verhalten gegenüber der französischen Besatzung von Korfu und die Klage wegen der Gründung der Republik der sieben Ionischen Inseln schwächten Uschakows Position erheblich. Außerdem verließen die Türken auf Anraten der Briten die gemeinsame Flotte und kehrten in die Türkei zurück. Nachdem eine russische Armee aus dem Heer von General Suworow von den Franzosen zerschlagen worden war, rief Zar Paul I. die russische Mittelmeerflotte zurück. Am 31. Dezember 1799 verließ Uschakow Neapel und erreichte, unterbrochen von einer notwendigen Reparatur seiner Schiffe auf Korfu, am 6. November 1800 den Hafen von Sewastopol. Uschakow wurde umgehend nach Petersburg beordert, um sich wegen der Anschuldigungen gegen ihn zu verantworten. Mit der Ermordung von Zar Paul I. am 6. April 1801 änderten sich jedoch die russischen Interessen. Der neue Zar Alexander I. dachte an ein Bündnis mit Napoleon. Dabei störte ein erfolgreicher Kämpfer gegen die Franzosen wie Uschakow. Er erhielt das unbedeutende Kommando über den Galeerenverband der Baltischen Flotte. Enttäuscht nahm Admiral Uschakow am 30. Dezember 1806 seinen Abschied. Im Vaterländischen Krieg von 1812 stellte sich Uschakow jedoch erneut zur Verfügung. Eine schwere Krankheit zwang ihn jedoch zur Aufgabe aller militärischen Aktivitäten.
Nach seinem Tod wurde Admiral Fjodor Uschakow im Sanaksar-Kloster bei Temnikow beigesetzt.

## Ehrungen und Heiligsprechung

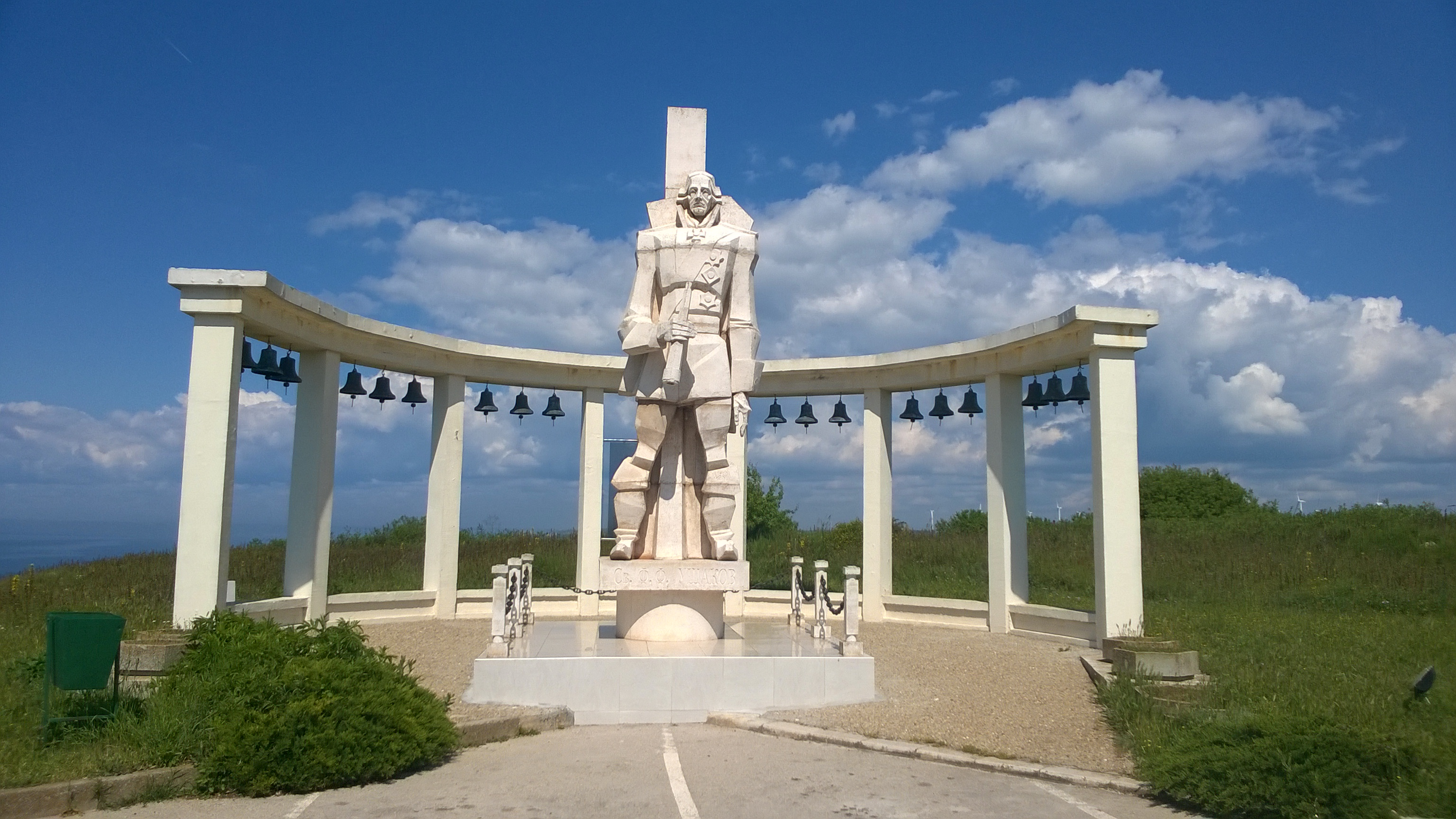
Uschakow-Denkmal am Kap Kaliakra

Nach Uschakow ist der Uschakoworden der sowjetischen Flotte benannt. Ebenso tragen mehrere Kriegsschiffe sowie der Asteroid (3010) Ushakov seinen Namen und der Ort Brandenburg (Frisches Haff) wurde 1946 nach ihm umbenannt.
2001 wurde er von der Russisch-Orthodoxen Kirche heiliggesprochen. Zum 15. Jahrestag der Heiligsprechung 2016 wurden Reliquien von ihm mit kirchlichem und militärischem Zeremoniell in der Kasaner Kathedrale in Sankt Petersburg niedergelegt. Die 2006 fertiggestellte neue Kathedrale von Saransk trägt seinen Namen.
Ebenfalls 2006 wurde in Bulgarien das Uschakow-Denkmal am Kap Kaliakra eingeweiht.

## Filme
- Segel im Sturm (Admiral Uschakow, UdSSR 1953, Regie: Michail Romm).
- Schiffe stürmen Bastionen (Korabli schturmujut bastiony, UdSSR 1953, Regie: Michail Romm).